# Oizon
Oizon é uma comuna francesa na região administrativa do Centro, no departamento Cher. Estende-se por uma área de 59,69 km². Em 2010 a comuna tinha 685 habitantes (densidade: 11,5 hab./km²).